# Deuterierung

Deuteriertes Dimethylsulfoxid (DMSO-d6)

Deuterierung (auch deuterium labeling) ist eine Technik zur Molekülmarkierung, bei der einige oder alle Wasserstoffatome in einem Molekül durch Deuteriumatome ersetzt werden, wodurch die chemischen Eigenschaften der Moleküle praktisch nicht geändert werden, aber die physikalischen. Diese Unterschiede werden dann gezielt zur Untersuchung von Molekülen eingesetzt. Die Deuterierung ist der häufigste Anwendungsfall der Isotopenmarkierung.

## Techniken der Deuterierung

### Wasserstoff-Deuterium-Austausch
Die einfachste Methode des Austausches von Wasserstoffatomen gegen Deuteriumatome ist das Versetzen von aciden Verbindungen wie Alkohole, Amide, Carbonsäuren, Phenole oder Aminen mit einem großen Überschuss einer einfachen Verbindung mit aciden Deuteriumatomen wie z. B. Deuteriumoxid (D2O) oder D4-Methanol. Nach dem Massenwirkungsgesetz wird hier das Gleichgewicht zur Seite der gewünschten deuterierten Verbindung verschoben. Diese Technik wird in der Regel nur zur Einführung von deuterierten Hetereoatomen benutzt, um die Anzahl an austauschfähigen funktionellen Gruppen mit Hilfe der NMR-Spektroskopie oder der Massenspektrometrie zu bestimmen; ferner wird sie bei der Strukturaufklärung von unbekannten oder synthetisierten neuen Verbindungen eingesetzt.

### Gezieltes Deprotonieren
Eine weitere Möglichkeit zur Deuterierung ist das gezielte Deprotonieren von organischen Verbindungen. Da die Kohlenstoff-Wasserstoff-Bindung in der Regel nur wenig acide ist, müssen hier starke Basen benutzt werden. Aldehyde, Ketone und Carbonsäureester können in α-Position zum Enolat deprotoniert werden. Werden diese mit einer Deuterium-haltigen aciden Verbindung wie Deuteriumoxid oder D4-Methanol umgesetzt, so erhält man die entsprechenden α-deuterierten Carbonylverbindungen. Diese sind in protischen Lösungsmitteln nicht isotopenstabil, da das Isotop über eine Tautomerie ausgetauscht wird. Man kann diese Art der Deuterierung jedoch benutzen, um Hinweise für die Richtung des Angriffs eines Elektrophils an das Enolation einer prochiralen Carbonylverbindung zu bekommen.

### Chemische Synthese
Da eine Kohlenstoff-Wasserstoff-Bindung in der Regel wenig acide ist, muss häufig bei der gezielten Herstellung von deuterierten Verbindungen ein Syntheseweg erarbeitet werden.
Besondere Bedeutung für einfache Deuterierungen an Molekülen hat hier das Abfangen von metallorganischen Verbindungen wie Grignard-Verbindungen oder Lithium-organische Verbindungen mit Deuteriumoxid. Dieses metallierte Zwischenprodukt ist entweder aus den Halogenorganischen Verbindungen durch Umsetzung mit dem metallischen Alkali- oder Erdalkalielement einfach herzustellen.
Ein weiterer Weg ist die katalytische Hydrierung von Kohlenstoff-Kohlenstoff-Mehrfachbindungen mit D2 oder die Reduktion von Kohlenstoff-Heteroatom-Doppelbindungen mit komplexen deuterierten Hydriden wie z. B. mit Lithiumaluminiumdeuterid oder Natriumbordeuterid.
Besonders jedoch bei per-deuterierten Verbindungen wie Benzol-d6, Methanol-d4 aber auch großtechnischen Produkten wie Deuterochloroform werden spezielle Synthesen benötigt.